# Zamek w Arraiolos
Zamek w Arraiolos (port: Castelo de Arraiolos) – średniowieczny zamek w miejscowości Arraiolos, w regionie Alentejo (Dystrykt Évora), w Portugalii. 
Jest to jeden z nielicznych zamków na świecie zbudowanych na planie okręgu. Wewnątrz zamku znajduje się kaplica.
Budynek jest klasyfikowany jako Pomnik Narodowy od 1910. 